# Juliana Nogueira
Juliana de Souza Nogueira (Americana, 4 de agosto de 1988) é uma voleibolista brasileira que atua nas posições de ponta e oposta. Destacou-se nas categorias de base da Seleção Brasileira e conquistou importantes resultados internacionais.
Em 2010, foi medalhista de ouro nos Jogos Sul-Americanos, realizados na Colômbia. No ano seguinte, obteve a medalha de ouro na Universíada de Verão de 2011 e alcançou o vice-campeonato em competições de destaque como a Copa Pan-Americana de 2011 e 2012, a Copa Yeltsin de 2011 e o Grand Prix de 2012.
Por clubes, participou da edição 2007-08 da Copa CEV e conquistou a medalha de bronze no Torneio Internacional Top Volley de 2011, realizado na Suíça.

## Carreira
Antes da prática desportiva, ela fazia aulas de teclado. Todavia, em 2002, seus primeiros passos no voleibol ocorreram na fase escolar, na cidade de Santa Bárbara d'Oeste. Teve apoio de muitas pessoas, além de sua mãe, para persistir na modalidade, assim como os seus primeiros técnicos na categoria de base do União Barbarense e Rio Branco E.C.
Ainda na categoria juvenil, atuou pelo Finasa/Osasco. No ano de 2007, com término de sua fase de atleta juvenil, ficou sem clube e recebeu uma proposta do time suíço Zeiler Köniz, conquistando o bronze na Liga A Suíça. Disputou por este clube a edição da Copa CEV 2007-08, na qual sofreu eliminação nas oitavas de final.
Quando retornou ao Brasil, estava com tendinite no ombro direito. Cogitou parar de jogar, mas conseguiu recuperar-se e, então, integrou o elenco do Uniara/Araraquara, permanecendo na temporada 2008-09, quando conheceu as técnicas Sandra Mara Leão e Maria Bethânia Mello, quando novamente, passou pelo Rio Branco E.C.
Foi contratada pelo Mackenzie/ Newton Paiva na temporada seguinte, e disputou sua primeira edição no Superliga Brasileira A, posição de Oposto, com a camisa 39. Encerrou apenas na décima primeira posição, iniciada sob o comando de André Scott e finalizada com Humberto Furtado.
No início das categorias de base não serviu à Seleção Brasileira. Por seu desempenho na edição da Superliga Brasileira A 2009-10, foi convocada para integrar a Seleção Sub-23 e disputar a edição dos Jogos Sul-Americanos de 2010, realizados em Medellín. Em tal edição, alcançou a medalha de ouro e o prêmio de Melhor Bloqueadora da competição.
A equipe Unilever/RJ a contratou para as competições do período esportivo 2010-11. Conquistou, na condição de reserva, o título do Campeonato Carioca de 2010 e seu primeiro título nacional da Superliga Brasileira A correspondente, vestindo a camisa 11 e, também, conquistou seu primeiro título na correspondente Superliga Brasileira A.
Em 2011, recebeu convocação para Seleção Brasileira de Novas, em preparação para Yeltsin Cup, sediada em Ecaterimburgo-Rússia. Convocada como Ponta, disputou e conquistou o vice-campeonato nesta competição. Pela Seleção de Novas, disputou no mesmo ano, a edição de Universíada de Verão, sediada em Shenzhen-China, na qual conquistou a medalha de ouro.
Ainda em 2011, integrou a Seleção Principal, que disputou a Copa Pan-Americana, realizada em Ciudad Juárez, no México. Vestia a camisa 9, na condição de reserva, fez oito pontos em toda competição, atuou na semifinal e também da final.
Disputou pela Seleção Brasileira, a Copa Internacional, quadrangular realizado no Brasil em 2011, em preparação para o Grand Prix do mesmo ano e conquistou o título de forma invicta.
Foi convocada nesse mesmo ano para Seleção Brasileira Principal, foi inscrita no Grand Prix 2011, vestindo a camisa 9, mas foi cortada do grupo de quatorze atletas que viajaria para a disputa da conquista do vice-campeonato.
Ainda no ano 2011, pelo seu clube Unilever/RJ, obteve o bronze no Torneio Internacional Top Volley 2011 na Suíça. Permaneceu na temporada 2011-12 pelo Unilever/RJ, conquistando o bicampeonato carioca de forma consecutiva e o vice-campeonato da Superliga Brasileira A correspondente a tal jornada. Recebeu novamente, a convocação para Seleção Brasileira de Novas e disputou a Copa Pan-Americana de 2012, realizada novamente em Ciudad Juárez, e vestindo a camisa 1, sagrou-se vice-campeã nesta edição, registrando um total 14 pontos durante toda competição.
Convocada para Seleção Principal para disputar o Grand Prix 2012, época que vestia a camisa 21, disputou a primeira fase, contribuindo para a campanha final do vice-campeonato da Seleção Brasileira.
Transferiu-se para o Vôlei Amil na temporada 2012-13, cujo técnico era Zé Roberto e conquistou o vice-campeonato paulista de 2012 e o bronze na Superliga Brasileira A 2012-13.
Renovou com o Vôlei Amil e disputou a jornada esportiva 2013-14, por este, disputou a Copa São Paulo de 2013, foi bronze no Campeonato Paulista neste mesmo ano e disputou por esta equipe, a Superliga Brasileira A 2013-14 e encerrou na quarta posição.
Pelo Vôlei Amil, disputou também, a Copa Brasil de 2014, cujas finais foram realizadas em Maringá, encerrando na quarta posição. Transferiu-se para o Camponesa Minas para representá-lo nas competições do período 2014-15, sagrando-se, outra vez, vice-campeã do Campeonato Mineiro em 2014. Disputou a Superliga Brasileira A 2014-15 e encerrou na quarta colocação. Em 2015, disputou a Copa Banco do Brasil, cujas finais ocorreram em Cuiabá, terminando na sexta posição.
Foi contratada para reforçar o Rio do Sul/Equibrasil na temporada 2015-16 e sagrou-se campeã pelo Campeonato Catarinense de 2015 e campeã dos Jogos Abertos de Santa Catarina, realizados em Joaçaba. Pela Copa Brasil de 2016, encerrou na sétima colocação e classificou-se para as quartas de final da Superliga Brasileira A 2015-16.
Transferiu-se para o Esporte Clube Pinheiros na temporada 2016-17, e no período posterior, para o Renata/Country Valinhos. Nas competições de 2018-19 foi contratada pelo Vôlei Balneário Camboriú. No período de 2019-20, atuou pelo BRB/Brasília Vôlei, na jornada seguinte, jogou pelo Clube Campestre terminando em terceiro na Superliga Brasileira C. Transferiu-se na jornada 2021-22, para atuar no Peru, pelo Deportivo Jaamsa.

## Títulos e resultados
- Copa Internacional de Seleções: 2011[32]
- Copa Brasil: 2014[61]
- Superliga Brasileira A: 2010-11[17]
- Superliga Brasileira A: 2011-12[40]
- Superliga Brasileira A: 2012-13[56]
- Superliga Brasileira A: 2013-14,[60] 2014-15[65]
- Liga Suíça A: 2007-08[4]
- Campeonato Mineiro: 2014[63]
- Campeonato Paulista: 2012[55]
- Campeonato Paulista: 2013
- Campeonato Catarinense: 2015[68]
- Campeonato Carioca: 2010,[14][15] 2011[37][38]
- Jogos Abertos de Santa Catarina: 2015[70]

## Premiações individuais
- Melhor Bloqueadora do Jogos Sul-Americanos de 2010[2]